# Dłutowo (Pisz)
Dłutowo (deutsch Dlottowen, 1938–1945 Fischborn (Ostpr.)) war ein Dorf im Gebiet der heutigen Woiwodschaft Ermland-Masuren in Polen. Die heute noch erkennbare Ortsstelle liegt im Gebiet der Gmina miejsko-wiejska Pisz (Stadt-und-Land-Gemeinde Johannisburg) im Powiat Piski (Kreis Johannisburg).

## Geographische Lage
Die seit 2015 als Osada (deutsch Weiler) bezeichnete Ortsstelle Dłutowos befindet sich am Ostufer des Flüsschens Pissek (1936–1945 Galinde, polnisch Pisa) im Südosten der Woiwodschaft Ermland-Masuren. Bis zur Stadt Pisz (deutsch Johannisburg) sind es 18 Kilometer in nordwestlicher Richtung.

## Geschichte
Das kleine  um 1471 Loten feldt, nach 1471 Dloten feldt, um 1540 Dlutowa, nach 1540 Dlotowa, vor 1912 Adlig Dlottowen und bis 1938 Dlottowen (ohne Zusatz) genannte einstige Gutsdorf wurde 1435 durch den Deutschen Ritterorden als Dienstgut mit zehn Hufen nach Kölmischem Recht gegründet.
Der Ort gehörte zum Kreis Johannisburg im Regierungsbezirk Gumbinnen (ab 1905 Regierungsbezirk Allenstein) in der preußischen Provinz Ostpreußen. Von 1874 bis 1945 war er in den Amtsbezirk Gehsen eingegliedert.

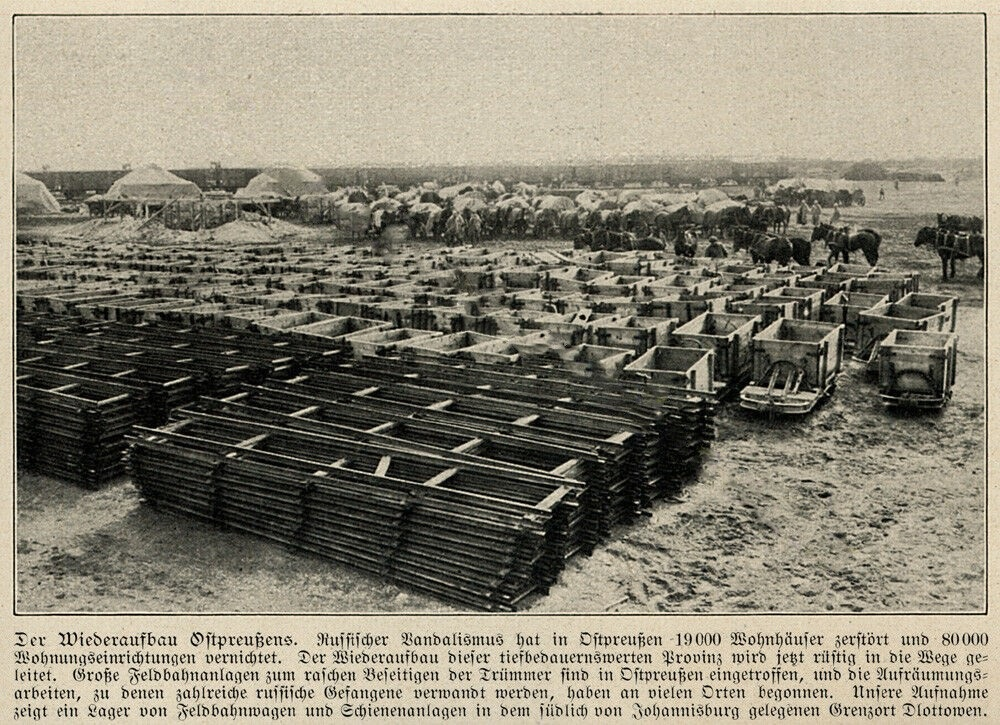
Für den Wiederaufbau Ostpreußens bereitgestellte Feldbahnwagen und Gleisjoche in Dlottowen, 1915

Bedeutung gewann das Dorf durch ein Sägewerk, viel mehr aber als Grenzort zum benachbarten Polen, sowohl auf der Straße als auch bei der Eisenbahn. Im Ort stand – aufgrund seiner überragenden Größe unübersehbar – ein Grenzzollamt.
Der Gutsbezirk Adlig Dlottowen zählte im Jahre 1910 insgesamt 149 Einwohner. Am 30. September 1928 wurde der Gutsbezirk Dlottowen in eine Landgemeinde umgewandelt. Die Einwohnerzahl verringerte sich bis 1933 auf 123.
Am 3. Juni 1938 wurde Dlottowen in Fischborn (Ostpr.) umbenannt. Die Zahl der Einwohner belief sich 1939 noch auf 99.
In Kriegsfolge kam der Ort 1945 mit dem gesamten südlichen Ostpreußen zu Polen und erhielt die polnische Namensform Dłutowo. In den Folgejahren verlor der Ort an Bedeutung, wurde bis 2014 noch als „Wieś“ (deutsch Dorf) erwähnt, dann aber – gebäude- und einwohnerlos – als Weiler eingestuft. An die Stelle der deutsch-polnischen Staatsgrenze ist die Grenze zwischen den Woiwodschaften Ermland-Masuren und Podlachien getreten.

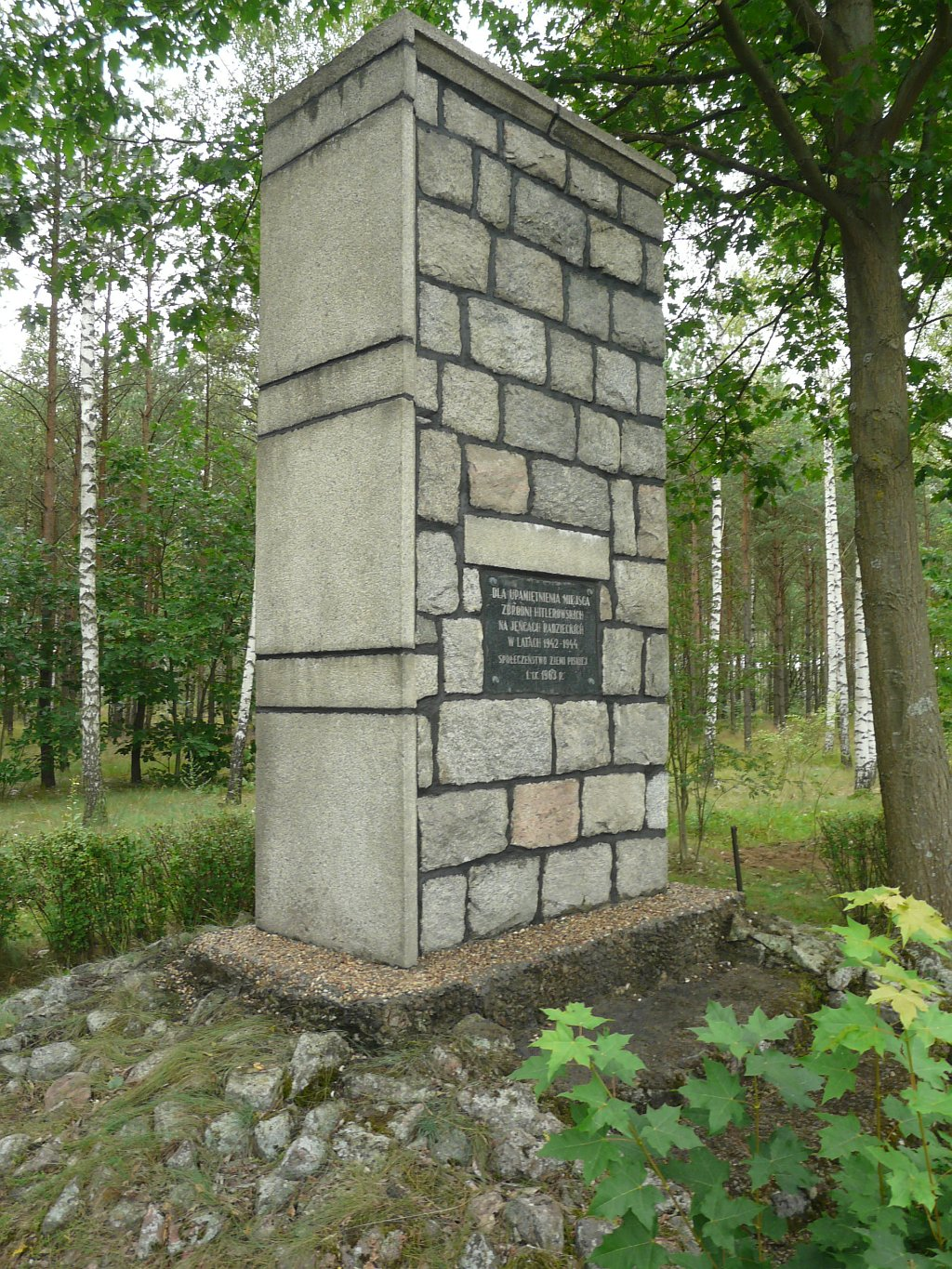
Gedenkstein auf dem Friedhof Dlottowen/Fischborn

Heute erinnert nur noch ein Friedhof an den einstigen Ort Dlottowen. Mehrfach restauriert, erinnert ein Gedenkstein an die deutschen Verbrechen im Gefangenenlager für Sowjetsoldaten zwischen 1942 und 1944. Die Gedenktafel notiert in polnischer Sprache: Dla upamietniennia miejsca zbrodni hitlerowskich na jencach radzieckich w latacxh 1942–1944, społeczeństwo ziemi Piskiej – 1 IX 1963 r.

## Religionen
In der Zeit bis 1945 war der Ort in die evangelische Kirche Gehsen in der Kirchenprovinz Ostpreußen der Evangelischen Kirche der Altpreußischen Union sowie in die römisch-katholische Kirche in Pisz im Bistum Ermland eingepfarrt.

## Söhne des Ortes
- Chaim Kiewe (geb. 8. Oktober 1912; gest. 1983), deutsch-israelischer Maler

## Verkehr
Der einstige Grenzort lag an einer verkehrstechnisch bedeutenden Straße, die von Ostpreußen in das benachbarte Polen führte, auf deren Trasse die heutige Landesstraße 63 verläuft. Von 1908 bis 1945 war der Ort Bahnstation an der von Johannisburg kommenden Bahnstrecke, die hier endete und nur in den Jahren 1915 bis 1923 bis in das polnische Kolno verlief.